# Paul Odlin
Paul Odlin (19 de setembre de 1978) és un ciclista neozelandès. Del seu palmarès destacapa el Campionat oceànic de contrarellotge i el de ruta, i el de Nova Zelanda de contrarellotge.

## Palmarès
- 2008
  - Vencedor d'una etapa del Tour de Wellington
- 2012
  - 1r a l'UCI Oceania Tour
  -  Campió d'Oceania en ruta
  -  Campió de Nova Zelanda en contrarellotge
  - Vencedor d'una etapa del Tour de Nova Caledònia
- 2013
  -  Campió d'Oceania en contrarellotge